# St. Bartholomäus (Zeuzleben)

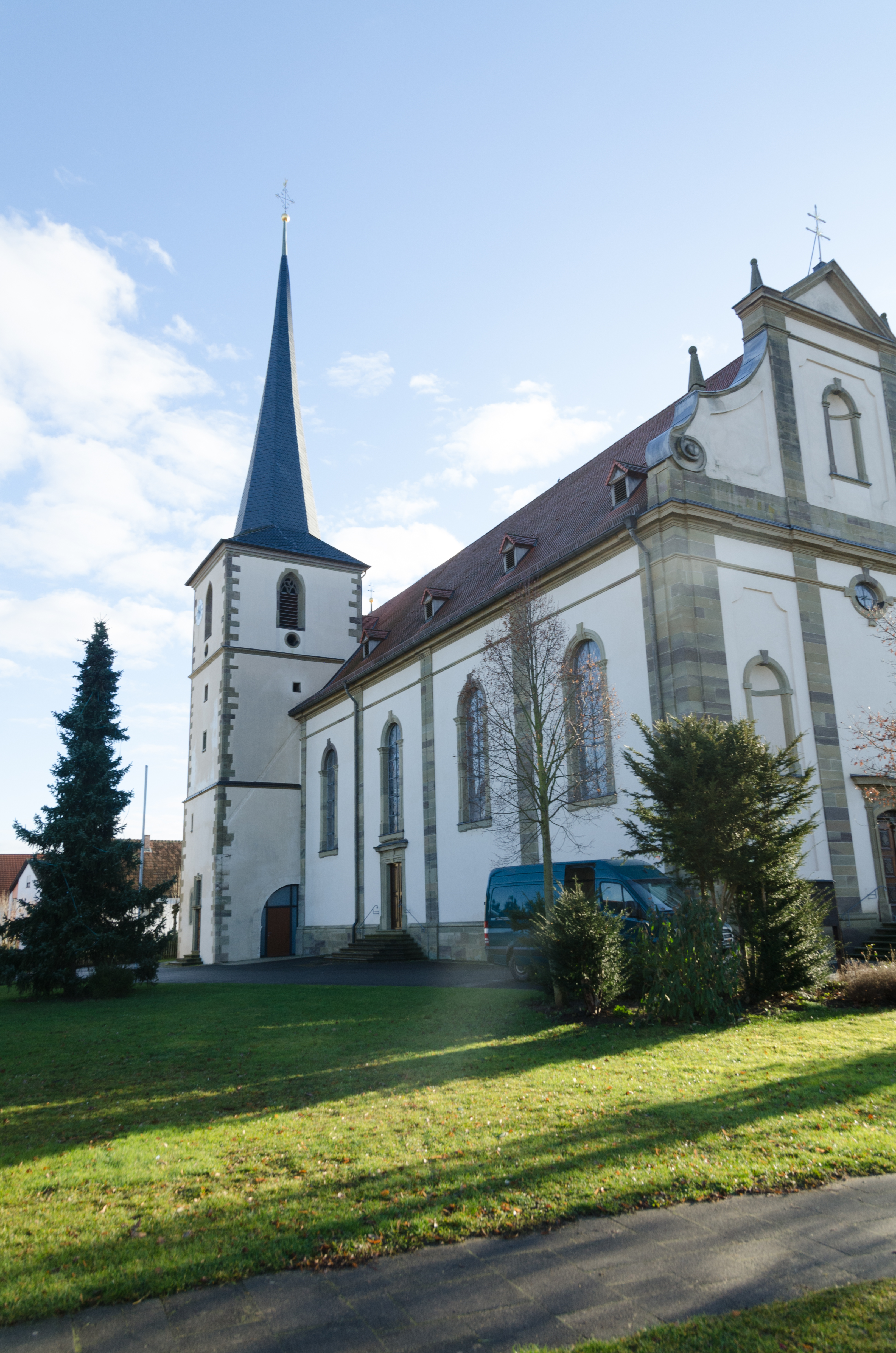
St. Bartholomäus (Zeuzleben)

Die römisch-katholische, denkmalgeschützte Pfarrkirche St. Bartholomäus steht in Zeuzleben, einem Gemeindeteil des Marktes Werneck im Landkreis Schweinfurt (Unterfranken, Bayern). Die Kirche ist unter der Denkmalnummer D-6-78-193-177 als Baudenkmal in der Bayerischen Denkmalliste eingetragen. Die Pfarrei gehört zur Pfarreiengemeinschaft Hl. Sebastian (Eßleben) im Dekanat Schweinfurt-Süd des Bistums Würzburg.

## Beschreibung
Das Langhaus und der eingezogene, dreiseitig geschlossene Chor im Osten wurden 1753–55 gebaut. Die beiden unteren Geschosse des Chorflankenturms an der Nordseite des Chors stammen aus dem späten 13. Jahrhundert. Er wurde 1600 zu einem Julius-Echter-Turm erweitert, indem er um ein Geschoss aufgestockt wurde, das die Turmuhr und den Glockenstuhl beherbergt, und mit einem achtseitigen, schiefergedeckten Knickhelm bedeckt. Auf der Fassade im Westen sitzt ein Volutengiebel. 
Der Innenraum des Chors ist mit einem Gewölbe  überspannt, der des Langhauses mit einer Flachdecke. Der Stuck stammt von Antonio Giuseppe Bossi. Er baute auch die Altäre und die Kanzel. Das Altarretabel des Hochaltars zeigt die Auferstehung Jesu Christi. Die Orgel mit 13 Registern, einem Manual und einem Pedal wurde 1744 von Johann Philipp Seuffert gebaut.